# Modelleren van systemen
Volgens de International Council on Systems Engineering (INCOSE) is het modelleren van systemen, vaak word ook de Engelse term model-based systems engineering (MBSE) gebruikt, de geformaliseerde toepassing van modellering ter ondersteuning van systeemvereisten, ontwerp, analyse, verificatie en validatie, beginnend in de conceptuele ontwerpfase en doorlopend gedurende de ontwikkelings- en latere levenscyclusfasen. MBSE is een technische benadering van systeemkunde die zich richt op het creëren en benutten van domeinspecifieke modellen als primaire manier van informatie-uitwisseling, in plaats van documentgebaseerde informatie-uitwisseling zoals in de systeemkunde. MBSE-technieken worden vaak toegepast in sectoren met complexe systemen, zoals de lucht- en ruimtevaart, defensie, grond-, weg- en waterbouw, de automotive industrie, en de maakindustrie.